# Schlacht um Selydowe
Die Schlacht um Selydowe bezeichnet die Gefechte vom 27. August 2024 bis zum 30. Oktober 2024 um die ukrainische Stadt Selydowe in der Oblast Donezk im Russisch-Ukrainischen Krieg. Während der Kämpfe versuchten russische Truppen, die Kontrolle über die Stadt zu erlangen, und nahmen sie am 30. Oktober 2024 vollständig ein.

## Hintergrund
Selydowe ist eine ukrainische Stadt in der Oblast Donezk, die nahe der strategisch wichtigen Stadt Pokrowsk liegt. Sie befindet sich etwa 13 km südlich von Pokrowsk und rund 30 km nordwestlich von Donezk, der Hauptstadt der selbsternannten Volksrepublik Donezk. Vor der russischen Invasion 2022 hatte Selydowe eine Bevölkerung von etwa 20.000 Einwohnern.

## Verlauf
Die Schlacht um Selydowe begann am 27. August 2024, als russische Truppen Nowohrodiwka eroberten und ihre Offensive in Richtung Selydowe fortsetzten. Die ukrainische Nationalgarde, insbesondere die 15. Brigade konnte jedoch in schweren Panzergefechten erfolgreich Widerstand leisten und die russischen Truppen vertreiben, wodurch die Kleinstadt zunächst verteidigt wurde.
Im September 2024 konzentrierten sich die Kämpfe auf die Verteidigung von Selidowe. Die ukrainischen Streitkräfte setzten alles daran, den Vormarsch der russischen Truppen in Richtung Pokrowsk zu verhindern und die Kontrolle über die Region zu behalten. Die russischen Streitkräfte änderten ihre Taktik, indem sie begannen, die umliegenden Gebiete von Selydowe zu erobern, um die ukrainischen Truppen zum Rückzug zu zwingen.
Am 23. Oktober 2024 erreichten sie das Zentrum der Kleinstadt, und ab diesem Zeitpunkt ging der Vormarsch sehr schnell voran. Trotz intensiven ukrainischen Widerstands konnte Selydowe schließlich am 30. Oktober 2024 von den russischen Truppen vollständig eingenommen werden.

## Folgen
Die Einnahme von Selydowe ermöglichte es den russischen Streitkräften, weiter nordwestlich in Richtung Pokrowsk vorzudringen und weitere Dörfer einzunehmen. Dies wurde begünstigt, da hinter Selydowe keine großen Verteidigungslinien aufgebaut waren, wodurch der Vormarsch der russischen Truppen nur wenig Widerstand begegnete und sie rasch weitere Gebiete erobern konnten.